# Voleibol do Brasil
Quanto à preferência, o voleibol é atualmente o segundo esporte mais popular do Brasil. A principal competição do esporte no país é a Superliga, sendo que existem as variantes feminina e masculina da Superliga. No retrospecto, o esporte é um dos mais vitoriosos do Brasil, especialmente com o bom desempenho que as seleções nacionais vêm tendo nos últimos anos. O Brasil já ocupou o primeiro lugar no ranking da FIVB nas duas modalidades.
A seleção feminina é detentora de 5 medalhas olímpicas, dois ouros (2008, 2012), uma prata (2020) e dois bronzes (1996 e 2000), tornando-se a primeira equipe de esporte coletivo a conquistar o bicampeonato olímpico de forma consecutiva no Brasil. É a atual terceira colocada no mundial, tendo conquistado a prata em três oportunidades (1994, 2006 e 2010) e é a maior vencedora do Grand Prix, com doze títulos.
A seleção masculina é tricampeã mundial, e conquistou 6 medalhas olímpicas, 3 ouros (1992, 2004 e 2016) e 3 pratas (1984, 2008 e 2012). Conquistou 3 Copas do Mundo e é a maior vencedora da história da Liga Mundial, com nove títulos.

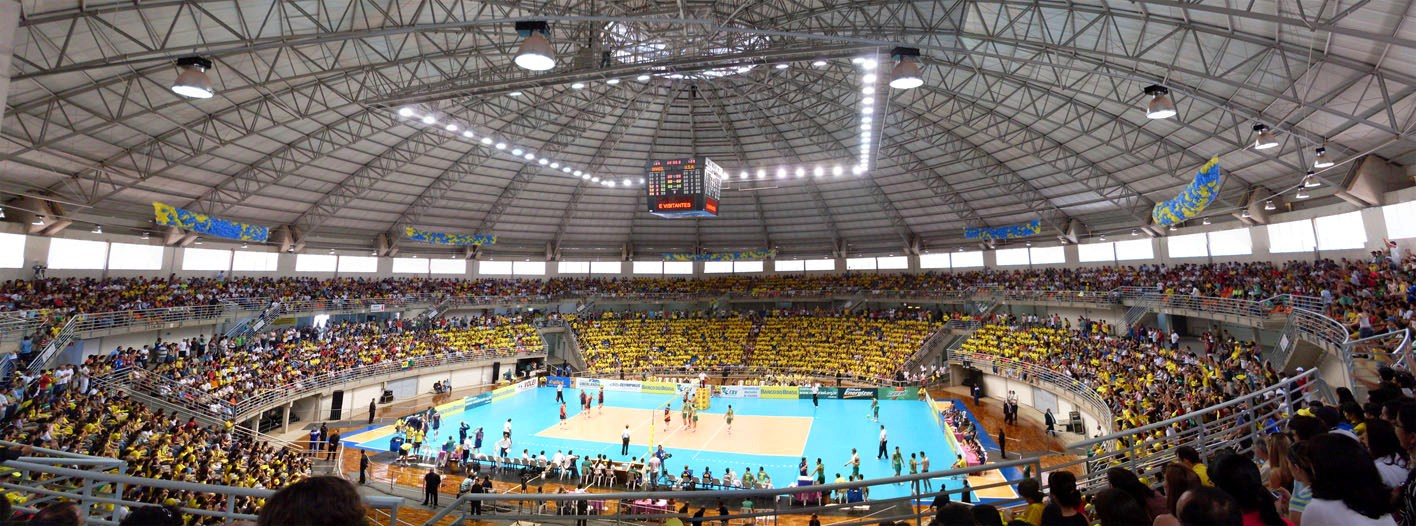
Amistoso da seleção brasileira masculina contra os Estados Unidos, no dia 25 de setembro de 2009, em Uberlândia.

## História

### Início
Registros dão conta  que a primeira vez que o vôlei foi praticado no Brasil foi em 1915, no Colégio Marista de Recife, mas que começou a tornar-se um pouco mais notório entre 1916 e 1917, por iniciativa da Associação Cristã de Moços (ACM) de São Paulo.
Em 1923, o Fluminense tornou-se o primeiro clube brasileiro profissional da modalidade. No mesmo ano, ele organizou um torneio aberto para os membros da Liga Metropolitana de Desportos Terrestres na sua sede das laranjeiras. Foi lá também que, em 1951, ocorreu a 1ª edição do Campeonato Sul-Americano de Voleibol Masculino, e também a 1ª edição do Campeonato Sul-Americano de Voleibol Feminino, com ambas vitórias do Brasil.
Nos anos 40 e 50, o voleibol era praticado no país pela elite social, o Brasil tinha pouco intercâmbio com as principais potências do esporte. Para se ter uma ideia do atraso que o vôlei 
tinha no país em relação ao resto do mundo, foi somente um dia antes da disputa do Campeonato Mundial de Voleibol Masculino de 1956 que a seleção brasileira conheceu o fundamento da "manchete".
Em 1947, é criada a Federação Internacional de Voleibol (FIVB), órgão máximo do voleibol no mundo, com o Brasil sendo um dos países fundadores.

### Fundação da CBV
Em 16 de agosto de 1954 é fundada a Confederação Brasileira de Voleibol - até então o voleibol brasileiro era ligado à Confederação Brasileira de Desportos (CBD). Foi a CBV a responsável por promover cursos para difundir o esporte e também a responsável pelas criações de escolinha de vôlei.

### Décadas de 1960 e 1970
Em dezembro de 66 o Botafogo derrotou o Spartak, equipe que era formada pela base da seleção campeã mundial em 56 da Thecoslováquia.
Em 1977, a Confederação Brasileira de Voleibol (CBV) organizou o 1º Mundial Juvenil, onde a equipe masculina terminou em 3º lugar e a feminina em 4º lugar
Em 1979, aconteceu um marco na literatura da Educação Física brasileira, quando foi lançado o primeiro livro voltado ao treinamento esportivo do nosso país (Metodologia Científica do Treinamento Desportivo, de Manoel Tubino). Esta obra foi importante para os treinadores do voleibol da época e de diversos esportes.

Até a década de 1980, porém, o voleibol ainda era um esporte de pouca valorização no Brasil, além de carregar a conotação de que se tratava de um esporte “para meninas”, enquanto o futebol seria a prática “dos meninos”, já que os gestos praticados na modalidade, diziam, eram muito "afeminados" por incrível que pareça. Além disso, o voleibol para o sexo feminino era considerado um esporte ideal, já que é um esporte que não exige contato físico entre os atletas e os seus fundamentos eram elegantes quando as mulheres praticavam. Desta forma, foi comum durante muito tempo que, nas aulas de Educação Física, os professores dessem uma bola de voleibol para as meninas e uma de futebol para os meninos.
O cenário começou a mudar a partir de 1975, com a chegada de Carlos Arthur Nuzman à presidência da CBV, trazendo uma grande modernização na gestão da entidade. Isso foi o alicerce para que a década de 1980 marcasse um ponto de inflexão neste esporte no país. 
Após a Olimpíada de 80 o voleibol brasileiro deixou de ser amador e os atletas se tornaram profissionais. Nuzman sugeriu que o voleibol do nosso país deveria adotar os modelos utilizados pela Itália e pelo Japão, de "clube-empresa".
Os resultados começaram a chegar 2 anos depois, quando o Brasil foi campeão do Mundialito.
Em 1984, a chamada Geração de Prata deu ao Brasil sua primeira medalha olímpica neste esporte. Os resultados conquistados por esta equipe, aliados a investimentos de marketing e formação de base, melhoraram sensivelmente o nível do voleibol nacional.
Outro marco importante desta geração foi o chamado O Grande Desafio de Vôlei – Brasil X URSS, que é considerado o marco inicial que ajudou na popularização do voleibol no Brasil e transformou a modalidade no segundo esporte mais popular no país.
Com relação ao voleibol feminino, esta década foi marcada por conta da chamada “Geração das Musas”, formada pelas jogadoras Isabel, Vera Mossa, Dulce, Regina Uchôa, Jaqueline, e outras.
Outro fato que ajudou a popularizar o esporte no país foram as transmissões na TV. Ideia de Luciano do Valle, que sempre trazia pessoas gabaritadas, como Paulo Russo, para fazer comentários sobre os jogos e explicar as regras aos ouvintes.

### Atualmente
Em 1992 o voleibol brasileiro consegue sua primeira grande conquista, medalha de ouro no Vôlei masculino nas Olimpíadas de Barcelona.
A partir da década de 1990 o Brasil acumulou uma série de conquistas olímpicas e mundiais, tanto no Voleibol masculino, quando no Voleibol feminino.

### Hallda Fama do Voleibol
Personalidades que entraram para o Hall da Fama do Voleibol
- Bernard Rajzman (introduzido como jogador em 2005)[14]
- Jacqueline Silva (introduzida como jogadora em 2006)[15]
- Carlos Nuzman (introduzido como líder em 2007)[16]
- Ana Moser (introduzida como jogadora em 2009)[17]
- Adriana Behar (introduzida como dupla de voleibol de praia em 2010)[18]
- Shelda Bedê (introduzida como dupla de voleibol de praia em 2010)[18]
- Maurício Lima (introduzido como jogador em 2012)[19]
- Nalbert Bitencourt (introduzido como jogador em 2014)[20]
- Sandra Pires (introduzida como jogadora em 2014)[21]
- Bebeto de Freitas (introduzido como técnico em 2015)[22]
- Hélia Souza (introduzida como jogadora em 2015)[23]
- Renan Dal Zotto (introduzido como jogador em 2015)[24]
- Emanuel Rego (introduzido como jogador em 2016)[25]
- José Loiola (introduzido como jogador em 2017)[26]
- Giba (introduzido como jogador em 2018)[27]
- Zé Marco de Melo (introduzido como jogador em 2019)[28]
- Giovane Gavio  (introduzido como jogador em 2021)[29]
- Ricardo Santos  (introduzido como jogador em 2021)[29]
- Sérgio Dutra Santos (introduzido como jogador em 2021)[29]